# Collège de France
Collège de France er en fransk eliteinstitution indenfor matematisk, naturvidenskabelig, samfundsvidenskabelig og humanistisk forskning.
Collège de France blev oprettet af kong Frans 1. af Frankrig i 1530.

## Kendte professorer fra det17. århundrede
- Pierre Gassendi (1592 –1655),
- Jean Picard (1620-1682), astronom, der bestemte positionen på Tycho Brahes Uranienborg, og som havde Ole Rømer som assistent,
- Philippe de La Hire (1640 – 1718), matematiker, der samarbejdede med Picard og Rømer.

## Kendte professorer fra det18. århundrede
- Antoine Galland (1646 – 1715),

## Kendte professorer fra det19. århundrede
- Jean Baptiste Joseph Delambre (1749 – 1822),
- Antoine-Isaac Silvestre de Sacy (1758 – 1838),
- Jean Jacques Antoine Caussin de Perceval (1759 – 1835),
- Georges Cuvier (1769 –1832),
- Louis Nicolas Vauquelin (1763 – 1829),
- Jean-Louis Burnouf (1775 – 1844),
- René Laennec (1781 – 1826),
- Armand Pierre Caussin de Perceval (1793 – 1871),
- Philarète Chasles (1798 – 1873),
- Adam Mickiewicz (1798 –1855),
- Faustin Hélie (1799 – 1884),
- Jules Mohl (1800 – 1876),
- Eugène Burnouf (1801 – 1852),
- Charles Augustin Sainte-Beuve (1804 – 1869),
- Henri Victor Regnault (1810 – 1878),
- Joseph Bertrand (1822 – 1900),
- Ernest Desjardins (1823 – 1886),
- Ernest Renan (1829 – 1892),
- Michel Bréal (1832 – 1915),
- Gaston Maspero (1846 – 1916),

## Kendte professorer fra det20. århundrede
- Henri Bergson (1859 – 1941), modtager af Nobelprisen i litteratur i 1927.
- Antoine Meillet (1866 – 1936),
- Frédéric Joliot-Curie (1900 – 1958), medmodtager af Nobelprisen i kemi i 1935.
- Maurice Merleau-Ponty (1908 – 1961),
- Claude Lévi-Strauss (1908 – 2009),
- Jacques Monod (1910 – 1976), medmodtager af Nobelprisen i fysiologi eller medicin i 1965.
- Roland Barthes (1915 – 1980),
- Michel Foucault (1926 – 1984),
- Pierre Bourdieu (1930 – 2002),
- Pierre-Gilles de Gennes (1932 – 2007), modtager af Nobelprisen i fysik i 1991.
- Bronisław Geremek (1932 – 2008), gæsteprofessor i 1992.

## Kendte professorer fra det21. århundrede
- Pierre Boulez (født 1925),
- Jean-Pierre Serre (født 1926),
- Serge Haroche (født 1944), medmodtager af Nobelprisen i fysik i 2012.
- Anne Cheng (født 1955),